# Franco Parigi
Franco Parigi (Foiano della Chiana, 21 novembre 1942) è un politico italiano.

## Biografia
Nato a Foiano della Chiana nel 1942, iniziò a militare sin da giovane nel Partito Comunista Italiano, risultando eletto consigliere della Provincia di Arezzo. Dal luglio 1985 al giugno 1990 fu presidente dell'amministrazione provinciale.
Nel giugno 2004 venne eletto sindaco di Foiano della Chiana con una lista civica di centro-sinistra, riconfermato nel 2009.